# Le Masnau-Massuguiès
Le Masnau-Massuguiès (okzitanisch: Lo Mas Nòu e Massuguièrs) ist ein Ort und eine südfranzösische Gemeinde mit 253 Einwohnern (Stand: 1. Januar 2022) im Département Tarn in der Region Okzitanien. Die Gemeinde gehört zum Arrondissement Castres und zum Kanton Les Hautes Terres d’Oc.

## Lage
Le Masnau-Massuguiès liegt in der Kulturlandschaft des Albigeois etwa 31 Kilometer nordöstlich von Castres und etwa 36 Kilometer südöstlich von Albi. Umgeben wird Le Masnau-Massuguiès von den Nachbargemeinden Massals im Norden, Montfranc und Pousthomy im Nordosten, Saint-Salvi-de-Carcavès im Osten, Viane im Süden und Südosten, Lacaze im Süden und Südwesten, Rayssac im Westen und Südwesten sowie Paulinet im Westen und Nordwesten.

## Bevölkerungsentwicklung
| Jahr                       | 1962 | 1968 | 1975 | 1982 | 1990 | 1999 | 2006 | 2013 |
| Einwohner                  | 669  | 562  | 527  | 463  | 361  | 310  | 319  | 282  |
| Quellen: Cassini und INSEE |      |      |      |      |      |      |      |      |

## Sehenswürdigkeiten
- Kirche Saint-Paul aus dem 16. Jahrhundert
- Schloss Massuguiès aus dem 14. Jahrhundert, seit 1995 Monument historique

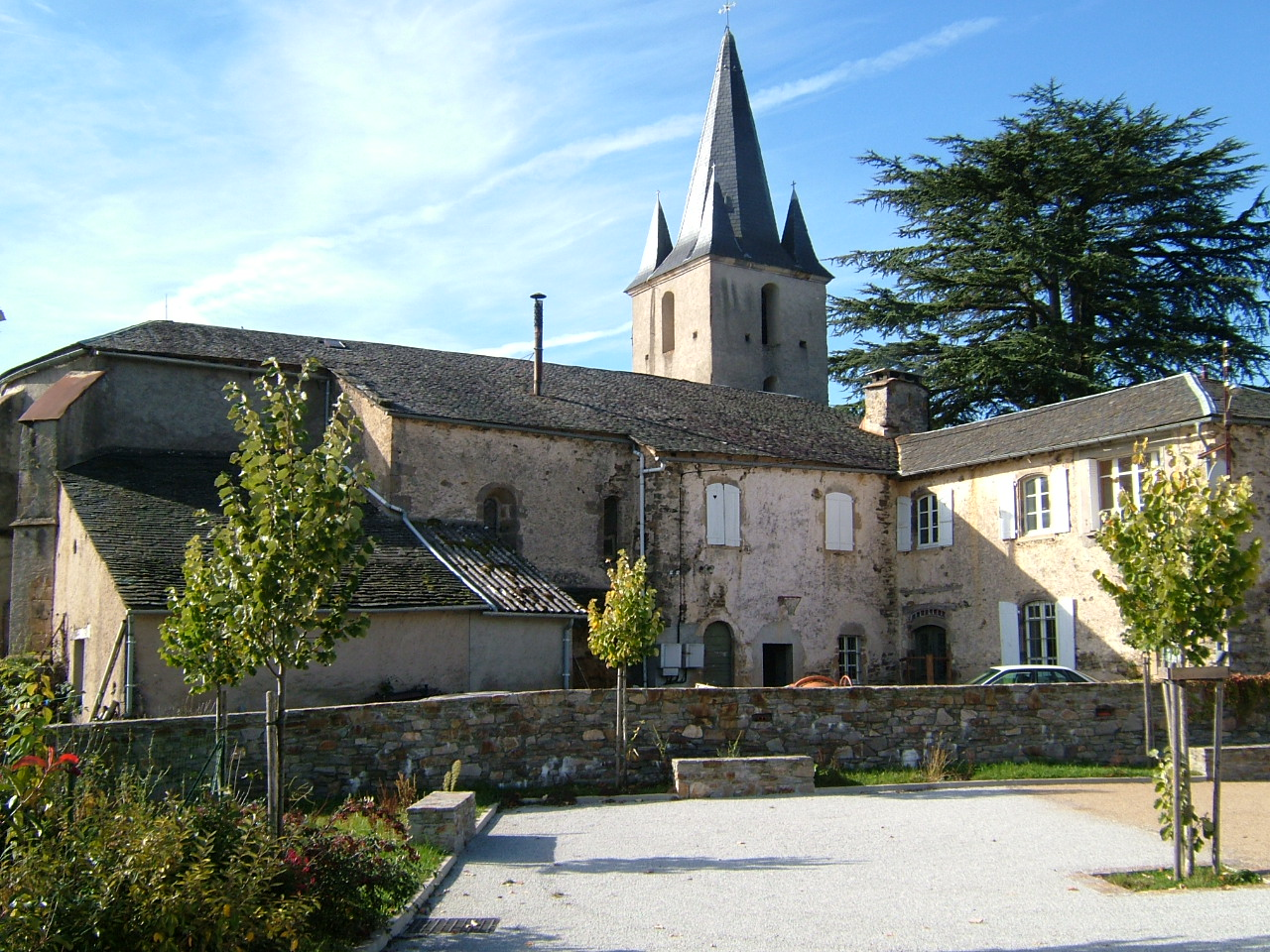
Kirche Saint-Paul